# Erdélyi belháború
Az erdélyi belháború egy polgárháborús konfliktus volt az Erdélyi Fejedelemségben 1611-ben. A harc az erdélyi szászok felkelésével kezdődött, majd török beavatkozással ért véget. A háborúba bekapcsolódott Magyarországról Forgách Zsigmond felső-magyarországi főkapitány, Radu Șerban havasalföldi vajda, Kendi István egykori kancellár és a zaporozsjei kozákok. Mindennek a kiváltó oka Báthory Gábor politikája, amelyet a fejedelem elképesztő magabiztossággal és minden körültekintés nélkül folytatott, s ezzel a szomszédos államok mellett saját hazáját is maga ellen fordította, végül a török fosztotta meg fejedelmi székétől.

## Előzmények
A tizenöt éves háborút és Bocskai István halálát követően, Erdély fejedelmévé Homonnai Drugeth Bálintot készültek megválasztani, őt jelölte ki utódnak végrendeletében Bocskai. De a trónra pályázott az ifjú Báthory Gábor és Rákóczi Zsigmond. Amíg Bocskai temetése tartott, Rákóczi távolmaradt és felkereste a szultán követét, aki a megerősítő athnámét hozta. A követet megvesztegetve kitörölte Drugeth nevét az okmányból és a sajátját íratta be, ezzel szerezve meg a fejedelmi hatalmat. 1607-ben fejedelemmé választották, csakhogy hatalma átmenetinek bizonyult. A jezsuitákat kitiltotta az országból és visszakövetelte a még 1594-ben megöletett erdélyi főurak birtokait. Erejének növelésére maga mellé állította a székelyeket.

A fejedelmi hatalomért szintén küzdő Báthoryt Bécsből támogatták, miközben a hajdúk felkelést indítottak Nagy András vezérletével, mert Bocskaitól kapott kiváltságaikat elvesztették.

Rákóczi az osztrákokkal kerülni akarta a nyílt összecsapást, ezért a hajdúk vezette felkelés nem támogatta. Ez azonban kapóra jött Báthorynak és maga mellé állította a hajdúkat, mindent megígérve nekik. Velük benyomult Erdélybe és Rákóczival egy olyan megállapodást kötött 1607 októberében, amelyben zálogösszeg megfizetése mellett az megvált a fejedelemségtől. Ennek érvényre juttatására következő év március 5-én került sor és két nap múlva az országgyűlés megválasztotta Báthoryt.

Az új fejedelem nagy birtokokat és jelentős tisztségeket adományozott új nemeseknek, köztük Bethlen Gábornak, akihez 1605 óta barátság fűzte. Ezt sérelmezte a régi erdélyi arisztokrácia. A török bár beleegyezett fejedelemmé választásába, de Báthory augusztusban szövetségre lépett Mátyás Habsburg főherceggel (későbbi II. Mátyással). Ennek fejében lemondott azokról a területekről, amelyeket Bocskainak a bécsi békében ígértek.

Ezek után viszont olyan politikába kezdett, amelyen manapság is nehezen igazodnak el a történészek. Az Erdéllyel szövetségben álló Moldvát úgy kezelte, akárha a vazallusa lenne. Ő is, akárcsak Rákóczi erősen korlátozta a katolikusok jogait (némely tette mögött valószínűleg abszolutista hatalom kiépítésére való törekedés van). Államügyek intézése helyett egy kísérettel járta az ország városait és rátelepedett a gazdag polgárokra, akinek vagyonát elherdálta, s botrányos nőügyekbe keveredett. Megkívánta nyirbálni emellé a szászok jogait is. Az egyre fokozottabb belső feszültség nyomán még barátja, Bethlen is az ellensége lett.

Báthory, hogy hatalmát szilárdabban kézben tarthassa több mint húszezer hajdút telepített le birtokain, háromszor annyit mint Bocskai.

## Összeesküvés Báthory ellen, majd polgárháború
Báthory kancellárja Kendi István titokban összefogott a székelyek főkapitányával, Kornis Boldizsárral 1610-ben. Szándékukban állt Báthoryval végezni. Hanem amikor felbéreltek egy orgyilkost, hogy ölje meg a fejedelmet, az éppen fordítva, felfedte Kendi és Kornis tervét. Kornist elfogták és Báthory kivégezte, míg Kendi Lengyelországba menekült, ahol folytatta a szervezkedést.

A szászok már lázadoztak a fejedelem ellen, mire az megszállta Nagyszebent, ezzel kirobbantva a polgárháborút. Közben a királlyá választott Mátyással is megromlott a viszonya, sőt a fejedelem tervei között volt egy magyarországi, majd egy lengyelországi hadjárat is, utóbbival a lengyel trónt akarta megszerezni. Ezekről ellenben letett, de Magyarországon is ellenségeket szerzett Forgách Zsigmond felső-magyarországi főkapitány és Thurzó György nádor személyében, akiket Mátyás is támogatott. Az erdélyiek ugyanúgy Bécsnél kerestek segítséget Báthory egyre tűrhetetlenebb uralma miatt.

1610 végén Báthory megtámadta Havasalföldet, ahonnét elűzte Radu Șerban fejedelmet. A törökök ellenben megfékezték kalandor hadjáratát, bár a trónt megszerezte, ezt azonban már 1611-ben vissza kellett adnia Șerbannak.
Erdélyben felkelés tört ki a szászok részéről. Șerban bosszút akart állni Báthoryn, ezért szövetségre lépett a szászokkal és a kozákokkal, valamint Kendi Istvánnal is. 1611 nyarán Erdélybe kozák és havasalföldi hadak és lengyel zsoldosok törtek be, egyidőben Kendi magyarokból és lengyelekből álló serege északról is támadást intézett és a szászok szintén csatlakoztak a betörő ellenséghez.

Báthory eddigre már saját hajdúit is maga ellen fordította és nagyon nehéz helyzetben volt. Az egyesült magyar-román-kozák-lengyel-szász sereggel szemben csatát vállalt (seregét néhány török és tatár is erősítette) Brassó melletti barcaszentpéteri ütközetben, ahol megverték.

Nem sokkal ezután egy újabb magyar sereg rontott Erdélyre, amelyet Forgách Zsigmond vezetett. Nagy András hajdúkapitány is csatlakozott hozzá és a többszörös túlerőben levő idegen hadak beszorították Nagyszebenbe Báthoryt.

Mivel a törökök előtt továbbra is legális volt a fejedelem hatalma, nem hagyták cserben. Egy török sereget küldtek Erdélybe, amely felmente Nagyszebent.

## Báthory bukása
Báthory semmit nem tanult az egészből és ott folytatta, ahol abbahagyta. A szászok és a nemesi ellenzék ténykedését tovább nem tűrte és a török Portánál mindent megtettek elmozdítására. 1612-ben a szultán úgy döntött, hogy Ghyczy Andrást teszi fejedelemmé és 1612-ben Ghyczy egy török haddal megpróbálta Báthoryt megbuktatni. Nagy András is csatlakozott hozzá, de Báthoryval szemben ekkor még nem boldogultak. Báthory újból Mátyáshoz fordult, mire Bethlen azzal vádolta a szultán előtt, hogy Erdélyt osztrák uralom alá akarja vetni. A Porta végleg szakított Báthoryval és már Bethlent támogatta. 1613-ban a törökök nagy támadó hadjáratukkal megdöntötték Báthory hatalmát, aki gyilkosság áldozata lett. Ezzel a hosszú háborút követő vészterhes időszak lezárult Erdélyben.